# Little Big Man
Little Big Man (bra: Pequeno Grande Homem; prt: O Pequeno Grande Homem) é um filme americano de 1970, do gênero faroeste, dirigido por Arthur Penn.
Narrado pelo centenário protagonista em tom de comédia picaresca mas com muitos momentos dramáticos, o filme traça um painel revisionista do Velho Oeste, mostrando respeitosamente a cultura ameríndia dos cheyenne, e inova ao mostrar um índio homossexual, o personagem Little Horse, além de trazer novas versões de personagens históricos como o General Custer e Wild Bill Hickok. 
O roteiro é baseado em uma novela de 1964, de Thomas Berger, sendo que existiu de fato um nativo norte americano conhecido por Little Big Man, que se envolveu na captura e possível assassinato do chefe lakota Crazy Horse.
O filme é a história da infância até a idade adulta do centenário Jack Crabb (Dustin Hoffman, numa máscara de latex que lhe dá a aparência de um velho de 121 anos de idade), que inclui passagens como pistoleiro, pioneiro, vendedor, guia do General Custer, testemunha e sobrevivente da Batalha de Little Bighorn e companheiro de Wild Bill Hickok.
O tema central do filme é a adaptação de Crabb ao modo de vida Cheyenne.

## Elenco
- Dustin Hoffman .... Jack Crabb / Little Big Man
- Faye Dunaway .... Louise
- Jeff Corey .... Wild Bill Hickok
- Richard Mulligan .... George Armstrong Custer
- Cal Bellini .... Younger Bear
- Robert Little Star .... Little Horse
- Chefe Dan George .... Old Lodge Skins
- Carole Androsky .... Caroline
- Kelly Jean Peters .... Olga

## Sinopse
Jack Crabb foi resgatado junto de sua irmã ambos crianças pequenas pelos índios Cheyennes quando sua família foi morta por guerreiros Pawnee. Crabb cresce na tribo do Chefe Old Lodge Skins e aprende a linguagem dos índios. Crabb, apesar da baixa estatura, se mostra um bravo guerreiro. Devido a isso, os índios começam a chama-lo  de "Little Big Man" (Pequeno Grande Homem). Ele salva o índio Younger Bear, que se sente desonrado com isso e se torna seu inimigo. Crabb batalha contra os homens brancos e é capturado. Como é também um homem branco, ele é posto sob os cuidados do Reverendo Pendrake e sua sensual esposa Louise, para que volte a ser civilizado. Lousie tem uma queda pelo jovem Crabb que é muito novo e não entende suas intenções.
Crabb se desilude de sua mãe adotiva, depois de vê-la em atos sexuais com o dono do mercado enquanto gritava palavras bíblicas. Ele abandona sua vida religiosa e se torna um vendedor viajante de "remédios milagrosos" em companhia de outro trapaceiro. Em uma noite, Crabb e seu colega são pegos por pistoleiros que queriam lhes dar uma lição por venderem veneno de cobra misturado a outros ingredientes como sendo remédios. Enquanto eram punidos, um dos pistoleiros reconhece Crabb. Era sua irmã Caroline, agora uma mulher masculinizada que despreza os homens. Ela o convence a se tornar um pistoleiro, Sody Pop Kid. Crabb como Kid se torna um protegido de Wild Bill Hickok. 
Mas, com a morte do lendário amigo, Crabb desiste das armas e deixa Caroline. Ele abre um armazém e se casa com uma sueca infiel chamada Olga. O negócio não dá certo e Crabb fecha o armazém. Nesse interim, ele vê o imponente General Custer, que aconselha a todos irem para o Oeste. Crabb, que andava tentando o suicídio, acha uma boa ideia. Na viagem, a caravana em que estava é perseguida e atacada por grupos indígenas que depois de assassinarem a tiros e flechadas parte dos viajantes conseguem tombar a carruagem. Crabb consegue fugir mas não impede que sua esposa seja sequestrada. 
Para recuperar Olga, Crabb começa a perambular entre regiões indígenas. Durante sua jornada ele reencontra seus antigos companheiros de tribo (que não o reconhecem e quase o escalpelam) e o chefe Old Lodge Skins que o aceitam de volta. Pouco tempo depois, ele decide partir para continuar a busca pela sua esposa. Crabb decide se juntar ao exército de General Custer, mas quando ele se vê diante do exercito atacando tribos indígenas sem poupar nem mulheres e crianças, ele se desespera e foge no meio do tiroteio.
Já escondido entre arbustos, Crabb é surpreendido por um índio que tenta o matar. Crabb tenta evitar o confronto com o índio através do diálogo, mas o selvagem continua a atacá-lo, até que recebe um tiro de soldados que atacavam a tribo. Crabb então continua sua fuga e vê uma jovem índia escondida entre as pedras dando à luz. Era filha do índio que atacou Crabb. Ele à ajuda no parto e a esconde dos soldados. Crabb decide ser o esposo dela e à leva para sua antiga tribo junto de seu filho adotivo. 
De volta à sua antiga aldeia que agora se localiza em uma reserva indígena protegida pelo governo junto de outras tribos, revê seus amigos, inclusive o chefe indígena que para a surpresa de Crabb agora está cego e o líder agora é Younger Bear. A maior supresa foi descobrir que Olga agora vive com Young Bear. A nova esposa de Crabb, a índia que ele salvara, tinha quatro irmãs viúvas que precisavam de um esposo e ele é convencido a ficar com elas. Com cinco esposas, tem que dividir a noite com todas de uma vez. Tempos depois, a esposa de Crabb fica grávida. 
Em alguns meses pouco tempo depois de dar à luz, Crabb e sua tribo são surpreendidos pelo exército que começou novamente a atacar os índios, dessa vez dentro da reserva. Crabb não consegue chegar à sua tenda e convence o Chefe à fugir dizendo que por ele estar cego estava também invisível para o inimigo. Com isso, os dois partem em retirada no meio do fogo cruzado. Já em segurança, Crabb em desespero vê suas esposas e seu filho serem baleados várias vezes e por fim morrendo. 
Abalado com o acontecido, Crabb volta para os brancos e se junta a cavalaria do General Custer como batedor com o plano de assassinar o oficial que sabia ser o responsável pela chacina entre os indígenas. Quando acaba descobrindo que o imponente militar está mais para lunático do que para herói. Antes de atacar mais uma tribo, o General pede a opinião de Crabb sobre o ataque. Crabb o engana levando-o a uma emboscada. Cercado e vendo toda sua tropa ser dizimada por indígenas, o General enlouquece e grita palavras que revelam a ambição de ser presidente. Por fim, é abatido por flechas. Crabb também acaba ferido por uma flechada, mas é resgatado por um indígena mascarado que mais tarde se revela Young Bear que assim fica quite com Crabb. 
De volta a tribo, há um diálogo com o Chefe Old Lodge e ouve a triste verdade, de que apesar de terem vencido esta batalha eles nunca estariam à salvo, pois outros brancos iriam vir. Pouco tempo depois, chefe Old decide que seu tempo no mundo dos vivos havia se encerrado e decide fazer um ritual no alto da montanha para que sua alma descanse. Old Lodge pede para que Crabb o acompanhe, pois não pode andar sozinho por estar cego. 
Chegando à montanha, o chefe começa o ritual cantando e dançando, depois recita as palavras finais e se deita ao chão sendo observado por Crabb. O Chefe fecha os olhos e espera a morte. Quando começa à chover, o chefe Old abre os olhos e descobre que ainda está vivo, o que o deixa frustrado pois sua “mágica” para o descanso eterno havia falhado. Ele então se levanta sobre o olhar de Crabb e ambos vão embora debaixo de chuva, conversando.
A história então volta para a data atual que é 1970. Crabb já bem idoso estava sendo entrevistado por um repórter que gravava toda sua narração. Depois de terminar de contar todo o seu passado ao repórter, Crabb se sente triste e pede para que o jornalista se retire. O mesmo desmonta todo seu equipamento e sai deixando Crabb sozinho em seu aposento no asilo. E o filme termina com a imagem de Crabb triste, de cabeça baixa e com a mão sobre o rosto.

## Principais prêmios e indicações
Oscar 1971 (EUA)
- Indicado na categoria de melhor ator coadjuvante (Chefe Dan George)[carece de fontes?]

BAFTA 1972 (Reino Unido)
- Indicado na categoria de melhor ator (Dustin Hoffman)[carece de fontes?]
- Indicado ao prêmio Anthony Asquith para filme musical[carece de fontes?]

Globo de Ouro 1971 (EUA)
- Indicado na categoria de melhor ator coadjuvante (Chefe Dan George)[carece de fontes?]

Prêmio NYFCC 1970 (EUA)
- Venceu na categoria de melhor ator coadjuvante (Chefe Dan George)[carece de fontes?]